# 荷岭镇
荷岭镇，是中华人民共和国江西省宜春市高安市下辖的一个乡镇级行政单位。

## 行政区划
荷岭镇下辖以下地区：
三马岗社区、垱下村、菊坊村、茜塘村、三桥村、左程村、枫树村、仁塘村、三塘村、清溪村、石溪村、三山村、琴岭村、石岗村和上寨村。